# 藤原千方
藤原 千方（ふじわら の ちかた、生没年不詳）は、平安時代中期の豪族。藤原北家魚名流、鎮守府将軍・藤原千常の子。